# Выборы главы Чувашской Республики (2020)
Выборы главы Чувашской Республики состоялись в Чувашии 13 сентября 2020 года в единый день голосования. Глава республики избирался сроком на 5 лет.
На 1 января 2020 года в республике было зарегистрировано 926 299 избирателей из которых 40 % (370 653 избирателей) в Чебоксарах.
Избирательная комиссия Чувашской Республики состоит из 12 членов, была сформирована в ноябре 2016 года на 5 лет. Председатель избирательной комиссии — Александр Цветков (с 2011 года).

## Предшествующие события
29 января 2020 года занимавший должность главы республики Михаил Игнатьев («Единая Россия») был отправлен в отставку президентом РФ Владимиром Путиным «в связи с утратой доверия». По словам пресс-секретаря президента России Дмитрия Пескова, во время смотра аварийно-спасательной техники 23 января Игнатьев поступил крайне неуважительно по отношению к офицеру МЧС, которого заставил подпрыгнуть за ключами от нового служебного автомобиля. В частности, во время выступления по поводу Дня российской и чувашской печати Игнатьев заявил о необходимости «мочить» отдельных журналистов и блогеров, которые «приезжают в Чувашию, хорошо здесь устраиваются и начинают писать, не зная, о чём и о ком, лишь бы заработать на разных схемах». За день до отставки Игнатьев был исключён из «Единой России»; секретарь Генерального совета партии Андрей Турчак отметил, что столь высокопоставленному чиновнику не нужно «путать официальное мероприятие с представлением в цирке». Сам президент Путин назвал действия Игнатьева «безобразием», подчеркнув, что для чиновника любого уровня есть одно требование, без которого работать на таких местах невозможно, — уважение к людям.
Временно исполняющим обязанности главы Чувашии Путин назначил Олега Николаева — депутата Государственной думы от партии «Справедливая Россия», председателя комитета Госдумы по делам национальностей. В 2015 году Николаев участвовал в выборах главы республики и занял второе место, набрав 14,73 % голосов избирателей.

## Ключевые даты
- в начале июня 2020 года Госсовет Чувашии назначит выборы на 13 сентября 2020 года — единый день голосования (за 100—90 дней до дня голосования)
  - в следующие 3 дня избирательной комиссией опубликован расчёт числа подписей, необходимых для регистрации кандидата
- с начала июня по начало июля — период выдвижения кандидатов (начинается со следующего дня после назначения выборов)
  - агитационный период начинается со дня выдвижения кандидата и прекращается за одни сутки до дня голосования
- период сбора подписей муниципальных депутатов для регистрации кандидата начинается после представления в избирательную комиссию заявления кандидата о согласии баллотироваться
- с середины июля по конец июля (за 55—45 дней до дня голосования) — представление документов для регистрации кандидатов; к заявлениям должны прилагаться листы с подписями муниципальных депутатов и список трёх кандидатов на должность члена Совета Федерации
  - решение избирательной комиссии о регистрации кандидата — в течение 10 дней со дня подачи документов в избирком
- с середины августа по 11 сентября — период агитации в СМИ (начинается за 28 дней до дня голосования)
- 12 сентября — «день тишины»
- 13 сентября — день голосования

## Выдвижение и регистрация кандидатов
В Чувашии до 2020 года кандидаты на должность главы Чувашии выдвигались только политическими партиями, имеющими право участвовать в выборах, тем самым самовыдвижение не допускалось. Однако, незадолго до выборов Государственный Совет Чувашии изменил эту норму. Это позволило Олегу Николаеву, поддерживаемому «Единой Россией» и «Справедливой Россией», выдвинуться в порядке самовыдвижения.
У кандидата не должно быть гражданства иностранного государства либо вида на жительство в какой-либо иной стране.
Для регистрации кандидату требуется поддержка муниципальных депутатов, поддержка избирателей не требуется. Каждый кандидат при регистрации должен представить список из трёх человек, один из которых, в случае избрания кандидата, станет представителем правительства региона в Совете Федерации.

### Муниципальный фильтр
Количество подписей муниципальных депутатов, необходимых для регистрации кандидата в губернаторы может варьироваться от 5 % до 10 %. В Чувашии кандидаты должны были собрать подписи 7 % муниципальных депутатов и глав муниципальных образований. Среди них должны быть подписи депутатов районных и городских советов и (или) глав районов и городских округов в количестве 10 % от их общего числа. Кроме того, кандидат должен получить подписи не менее чем в трёх четвертях районов и городских округов, то есть в 20 из 26.
По расчёту избирательной комиссии в 2015 году каждый кандидат должен был собрать подписи от 287 до 301 депутатов всех уровней и глав муниципальных образований, из которых от 54 до 56 — депутатов райсоветов и советов городских округов и глав районов и городских округов. При этом нужно собрать подписи не менее чем в 20 районах и городских округах.

## Кандидаты
| Кандидат                     | Должность (на момент выдвижения)                                                                                              | Субъект выдвижения                                         | Статус              |
| ---------------------------- | --- | ---------------------------------------------------------- | ------------------- |
| Андреев Александр Михайлович | заместитель председателя Комитета Государственного Совета Чувашской Республики по социальной политике и национальным вопросам | КПРФ                                                       | зарегистрирован     |
| Васильев Роман Владимирович  | временно неработающий | Самовыдвижение                                             | отказ в регистрации |
| Ильдеменов Андрей Сергеевич  | индивидуальный предприниматель                                                                                                | Самовыдвижение                                             | отказ в регистрации |
| Коклейкин Николай Сергеевич  | адвокат | Самовыдвижение                                             | отказ в регистрации |
| Матвеев Сергей Петрович      | депутат Собрания депутатов Чебоксарского района                                                                               | Патриоты России                                            | зарегистрирован     |
| Николаев Олег Алексеевич     | исполняющий обязанности главы Чувашской Республики                                                                            | Самовыдвижение                                             | зарегистрирован     |
| Петрянкин Петр Витальевич    | временно неработающий | Самовыдвижение                                             | отказ в регистрации |
| Сидоров Юрий Борисович       | специальный корреспондент ИА «Российский обозреватель»                                                                        | Самовыдвижение                                             | снялся с выборов    |
| Степанов Константин Олегович | депутат Государственного Совета Чувашской Республики                                                                          | ЛДПР                                                       | зарегистрирован     |
| Степанов Николай Алексеевич  | финансовый директор ООО «Чистый город»                                                                                        | Российская партия пенсионеров за социальную справедливость | зарегистрирован     |
| Чепель Максим Сергеевич      | консультант ООО «Декомонт» | Самовыдвижение                                             | отказ в регистрации |
| Шакеев Юрий Алексеевич       | временно неработающий | Самовыдвижение                                             | отказ в регистрации |

## Результаты
16 сентября Центральная избирательная комиссия Чувашской Республики подвела окончательные результаты выборов. Главой республики избран Олег Николаев.
| Место                                    | Место                                    | Кандидат                                 | Партия                                   | Голосов | %       |
| ---------------------------------------- | ---------------------------------------- | ---------------------------------------- | ---------------------------------------- | ------- | ------- |
|                                          | 1.                                       | Олег Николаев                            | Самовыдвижение                           | 386 436 | 75,61 % |
|                                          | 2.                                       | Александр Андреев                        | КПРФ                                     | 52 580  | 10,29 % |
|                                          | 3.                                       | Константин Степанов                      | ЛДПР                                     | 28 180  | 5,51 %  |
|                                          | 4.                                       | Николай Степанов                         | Партия пенсионеров                       | 18 039  | 3,53 %  |
|                                          | 5.                                       | Сергей Матвеев                           | Патриоты России                          | 10 870  | 2,13 %  |
|                                          |                                          |                                          |                                          |         |         |
| Действительных бюллетеней                | Действительных бюллетеней                | Действительных бюллетеней                | Действительных бюллетеней                | 496 105 | 97,06 % |
| Недействительных бюллетеней              | Недействительных бюллетеней              | Недействительных бюллетеней              | Недействительных бюллетеней              | 15 001  | 2,94 %  |
| Всего                                    | Всего                                    | Всего                                    | Всего                                    | 511 106 | 100 %   |
|                                          |                                          |                                          |                                          |         |         |
| Число бюллетеней, выданных досрочно      | Число бюллетеней, выданных досрочно      | Число бюллетеней, выданных досрочно      | Число бюллетеней, выданных досрочно      | 323 270 | 63,21 % |
| Число бюллетеней, выданных на участке    | Число бюллетеней, выданных на участке    | Число бюллетеней, выданных на участке    | Число бюллетеней, выданных на участке    | 171 080 | 33,45 % |
| Число бюллетеней, выданных вне помещения | Число бюллетеней, выданных вне помещения | Число бюллетеней, выданных вне помещения | Число бюллетеней, выданных вне помещения | 17 082  | 3,34 %  |
|                                          |                                          |                                          |                                          |         |         |
| Явка                                     | Явка                                     | Явка                                     | Явка                                     | 511 432 | 55,51 % |
| Число избирателей                        | Число избирателей                        | Число избирателей                        | Число избирателей                        | 921 397 | 100 %   |

## Уголовное дело о фальсификации выборов
Бывшего председателя участковой избирательной комиссии села Мусирмы Урмарского района и два её члена этой УИК признаны виновными в фальсификации избирательных документов и итогов голосования по части 1 статьи 142 УК РФ и часть 1 статьи 142.1 УК РФ (фальсификация избирательных документов и итогов голосования) и оштрафованы на суммы от 68 тыс. до 244 тыс. рублей.